# Matko Jelavić
Matko Jelavić (Split, 29. ožujka 1958.) - hrvatski je pjevač, tekstopisac, skladatelj i bubnjar. 
Rođen je u Splitu, 29. ožujka 1958. godine. Započeo je glazbenu karijeru nastupajući u splitskom rock sastavu Metak od 1978. Svirao je kao bubnjar do 1981. godine, kada se sastav raspao. Imali su hit „Da mi je biti morski pas“. 
Kasnije je počeo skladati i pisati pjesme za druge pjevače, dok nije započeo samostalnu glazbenu karijeru nastupom na Splitskom festivalu 1988., kada je pjevao jednu od svojih najpoznatijih pjesmama "Majko stara". Pjesma je izvedena i u filmu „Kako je počeo rat na mom otoku“ redatelja Vinka Brešana.
Nastupio je na brojnim glazbenim festivalima i izdao nekoliko albuma. Među poznatijim pjesmama su mu: „Rodija se sin“, „Ti, samo ti“, „Vitar šumi“, „Ti si samo za mene rođena“, „Ljuta“, „Pianino“ i dr.
Živi u Splitu sa suprugom i dvoje djece.

## Diskografija
- 1988. – „Dobra večer prijatelji“
- 1989. – „Ljube, ljubavi“
- 1991. – „Sretno ti bilo anđele“
- 1992. – „25 uspjeha mix“
- 1993. – „Moja ljubavi“
- 1993. – „Svi moji uspjesi“
- 1995. – „Pianino“
- 1997. – „Od jubavi bolujen“
- 1997. – „Dueti“
- 1999. – „Čovjek tvoj“
- 2000. – „Pismo moja uzorita“
- 2001. – „Tajna“
- 2004. – „Duša čista, obična...“
- 2005. – „Instrumentali“
- 2005. – „O lipi Splite moj“
- 2007. – „Zlatni mix“
- 2009. – „Prvoj ruži Hrvatske“
- 2009. – „Zlatna kolekcija“